# Ochropleura elevata
Ochropleura elevata là một loài bướm đêm trong họ Noctuidae.